# UTV Motion Pictures
A UTV Motion Pictures (também conhecida como Disney-UTV) foi a unidade de longa-metragem da UTV Software Communications fundada por Ronnie Screwvala e Zarina Screwvala em 1996 como UTV Motion Pictures Plc., a divisão de distribuição de filmes da UTV Software Communications. Foi um dos principais estúdios de cinema da Índia e um dos maiores estúdios de produção do Sul Asiático. As atividades do estúdio abrangem desenvolvimento criativo, produção, marketing, distribuição, licenciamento, merchandising e distribuição mundial de filmes em territórios indianos. Foi também um selo de distribuição da Disney para longas-metragens produzidos pela Walt Disney Studios Motion Pictures na Índia.
A UTV Motion Pictures tinha uma biblioteca de filmes regionais domésticos e produções de animação, juntamente com produções internacionais selecionadas, com o estúdio passando para a produção de filmes em Bollywood e expandido ainda mais em Hollywood em parceria com estúdios como 20th Century Fox, Walt Disney Pictures e Sony Pictures. Em julho de 2017, a Disney-UTV fechou a produtora, com seu filme final, Jagga Jasoos. A gravadora era supervisionada por Amrita Pandey, que atualmente supervisiona os longas-metragens do Walt Disney Studios no Sul Asiático.